# Butyloleat
Butyloleat ist der Ester von Ölsäure mit n-Butanol, also ein Fettsäureester, und wird als Aromastoff verwendet.

## Vorkommen

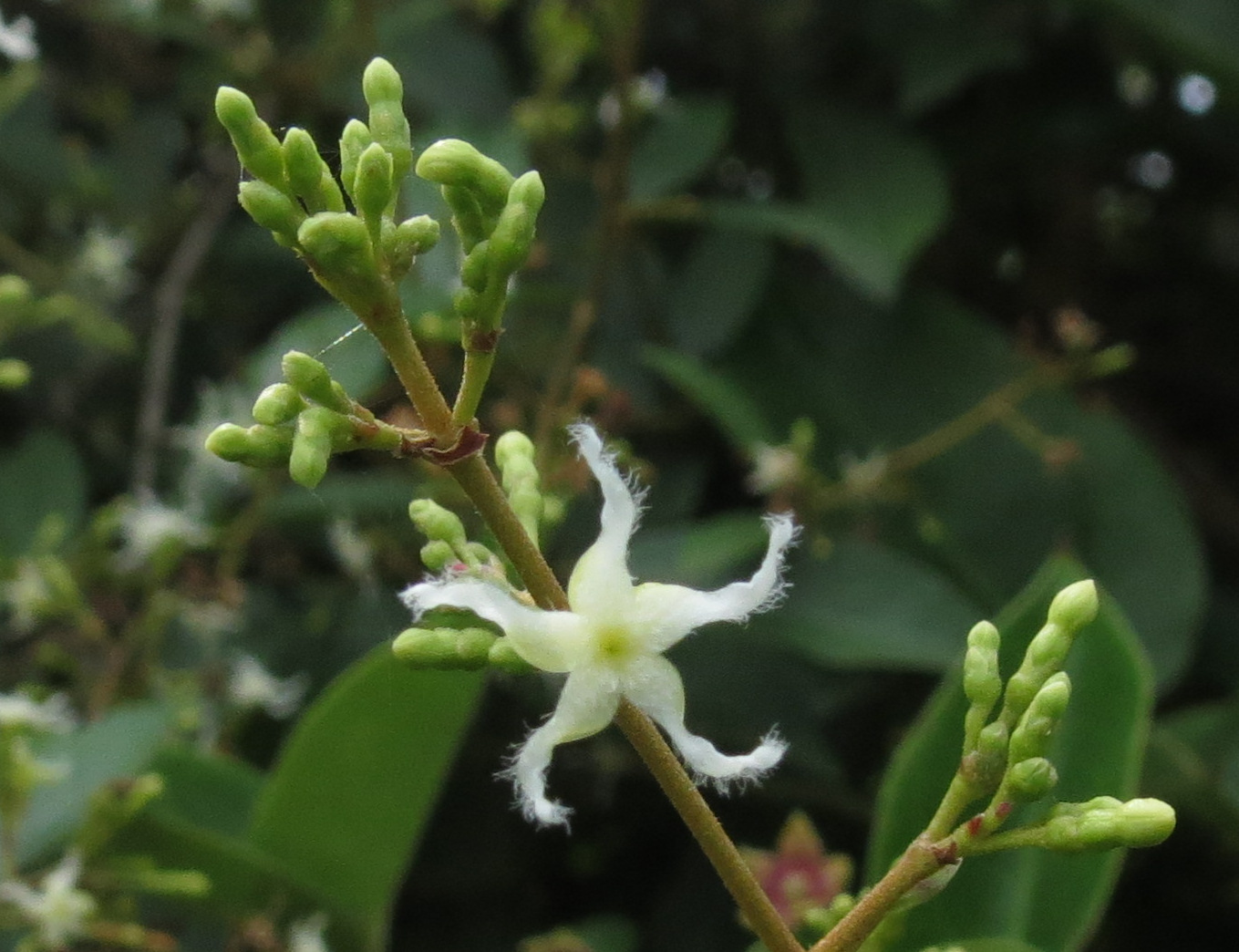
Ichnocarpus frutescens

Es wurde in der Pflanze Ichnocarpus frutescens (Unterfamilie Apocynoideae) nachgewiesen.

## Synthese
Die direkte Veresterung von Ölsäure mit n-Butanol unter Katalyse mit Schwefelsäure ergibt je nach Reaktionsbedingungen (z. B. Reaktionsdauer von zwei bis drei Stunden bei 100 °C) sehr gute Ausbeuten.
Es sind diverse Prozesse bekannt, in denen Butyloleat enzymatisch durch Veresterung von Ölsäure mit n-Butanol mittels einer (oft festphasengebundenen) Lipase gewonnen werden kann. Dabei gibt es Prozesse mit zusätzlichem Lösungsmittel (z. B. n-Hexan) oder ohne.
Butyloleat wurde auch als Nebenprodukt bei der biotechnologischen Herstellung von Wachs-Estern in Escherichia coli nachgewiesen.

## Verwendung
Butyloleat ist in der EU unter der FL-Nummer 09.208 als Aromastoff für Lebensmittel allgemein zugelassen.